# یواس‌اس پرینسس ماتویکا (آی‌دی-۲۲۹۰)
یواس‌اس پرینسس ماتویکا (آی‌دی-۲۲۹۰) (به انگلیسی: USS Princess Matoika (ID-2290)) یک کشتی بود که طول آن ۱۵۹٫۵۵ متر (۵۲۳ فوت ۵ اینچ) بود. این کشتی در سال ۱۹۰۰ ساخته شد.